# Gran Cañón
El Gran Cañón del Colorado o, simplemente, cañón del Colorado o Gran Cañón (en inglés: Grand Canyon), es una vistosa y escarpada garganta excavada por el río Colorado a lo largo de millones de años en el norte de Arizona (Estados Unidos). Está situado en su mayor parte dentro del arque nacional del Gran Cañón (uno de los primeros parques naturales de los Estados Unidos). Fue declarado Patrimonio de la Humanidad en 1979 por la Unesco.
El cañón y sus aledaños se encuentran dentro del parque nacional del Gran Cañón, el Bosque Nacional de Kaibab, el Monumento Nacional del Gran Cañón-Parashant, la Hualapai, la Reserva India Havasupai y la Nación Navajo. El presidente Theodore Roosevelt fue uno de los principales defensores de la conservación de la zona del Gran Cañón y lo visitó en numerosas ocasiones para cazar y disfrutar del paisaje.
Casi dos mil millones de años de historia geológica de la Tierra han quedado al descubierto a medida que el río Colorado y sus afluentes cortaban su canales a través de capa tras capa de roca mientras la Meseta del Colorado era levantada. Aunque algunos aspectos sobre la historia de la incisión del cañón son debatidos por los geólogos, varios estudios recientes apoyan la hipótesis de que el río Colorado estableció su curso a través de la zona hace entre 5 y 6 millones de años. Desde entonces, el río Colorado ha impulsado el descenso de los afluentes y el retroceso de los acantilados, profundizando y ensanchando simultáneamente el congosto.
Durante siglos, la zona ha estado habitada ininterrumpidamente por amerindios, quienes construyeron asentamientos en el interior del cañón y en sus numerosas cuevas. Los indios pueblo consideraban este desfiladero un lugar sagrado y peregrinaban a él. El primer europeo conocido que contempló este accidente geográfico fue el español García López de Cárdenas, quien llegó en 1540.

## Geografía
El Gran Cañón del Colorado es un abrupto valle fluvial situado en la meseta del Colorado, que expone estratos proterozoicos y paleozoicos levantados, y es también una de las seis secciones fisiográficas distintas de la provincia de la meseta del Colorado. Aunque no sea el cañón más profundo del mundo (el desfiladero de Kali Gandaki en Nepal es más profundo), destaca por su tamaño visualmente abrumador y su paisaje intrincado y rojizo. Geológicamente, es significativo por la gruesa serie estratigráfica de rocas antiguas que están bien conservadas y expuestas en las paredes del cañón. Estas capas de roca registran gran parte de la historia geológica temprana del continente norteamericano.
La erección asociada a la formación de montañas desplazó posteriormente estos sedimentos miles de metros hacia arriba y creó la meseta del Colorado. La altitud mayor también ha provocado precipitación más cuantiosa en la cuenca hidrográfica del río Colorado, pero no las suficientes como para que la zona deje de ser semiárida. La prominencia de la meseta del Colorado es desigual, y la meseta de Kaibab que el Gran Cañón atraviesa es más alta en el borde septentrional que en el meridional. Casi toda la escorrentía del North Rim (que también recibe más lluvia y nieve) fluye hacia el Gran Cañón, mientras que gran parte de la escorrentía de la meseta situada detrás del South Rim fluye en dirección contraria al cañón (siguiendo la inclinación general). El resultado son coladas y cañones tributarios más profundos y largos en la vertiente septentrional y cañones laterales más cortos y empinados en la vertiente meridional.: 406 
La temperatura en el North Rim es generalmente más baja que la del South Rim debido a la mayor elevación (con una media de 2,4 m sobre el nivel del mar).[cita requerida] La lluvia fuerte es común en ambos bordes durante los meses de verano. El acceso al North Rim a través de la ruta principal que conduce al cañón (State Route 67) está limitado durante la temporada de invierno debido al cierre de carreteras.

## Geología
El congosto fue creado por el río Colorado, cuyo cauce socavó el terreno durante millones de años. Tiene unos 446 km de longitud, cuenta con cordilleras de entre 6 y 29 km de anchura y alcanza profundidades de más de 1600 m. Cerca de 2000 millones de años de la historia de la Tierra han quedado expuestos mientras el río Colorado y sus afluentes cortaban capa tras capa de sedimento al mismo tiempo que la meseta del Colorado se elevaba.
La mayor parte de las rocas sedimentarias que se pueden observar en el Gran Cañón van desde los 2000 millones de años de antigüedad de los esquistos situados en el fondo del Inner Gorge hasta los 230 millones de años de las viejas piedras calizas de 'lucass'. La mayor parte de los estratos fueron depositados en los mares cálidos poco profundos en la zona cercana a la costa y en los pantanos costeros que formaba el mar en los repetidos avances y retiradas de la costa. La mayor excepción es la piedra arenisca de Coconino que fue depositada del mismo modo que las dunas en el desierto.

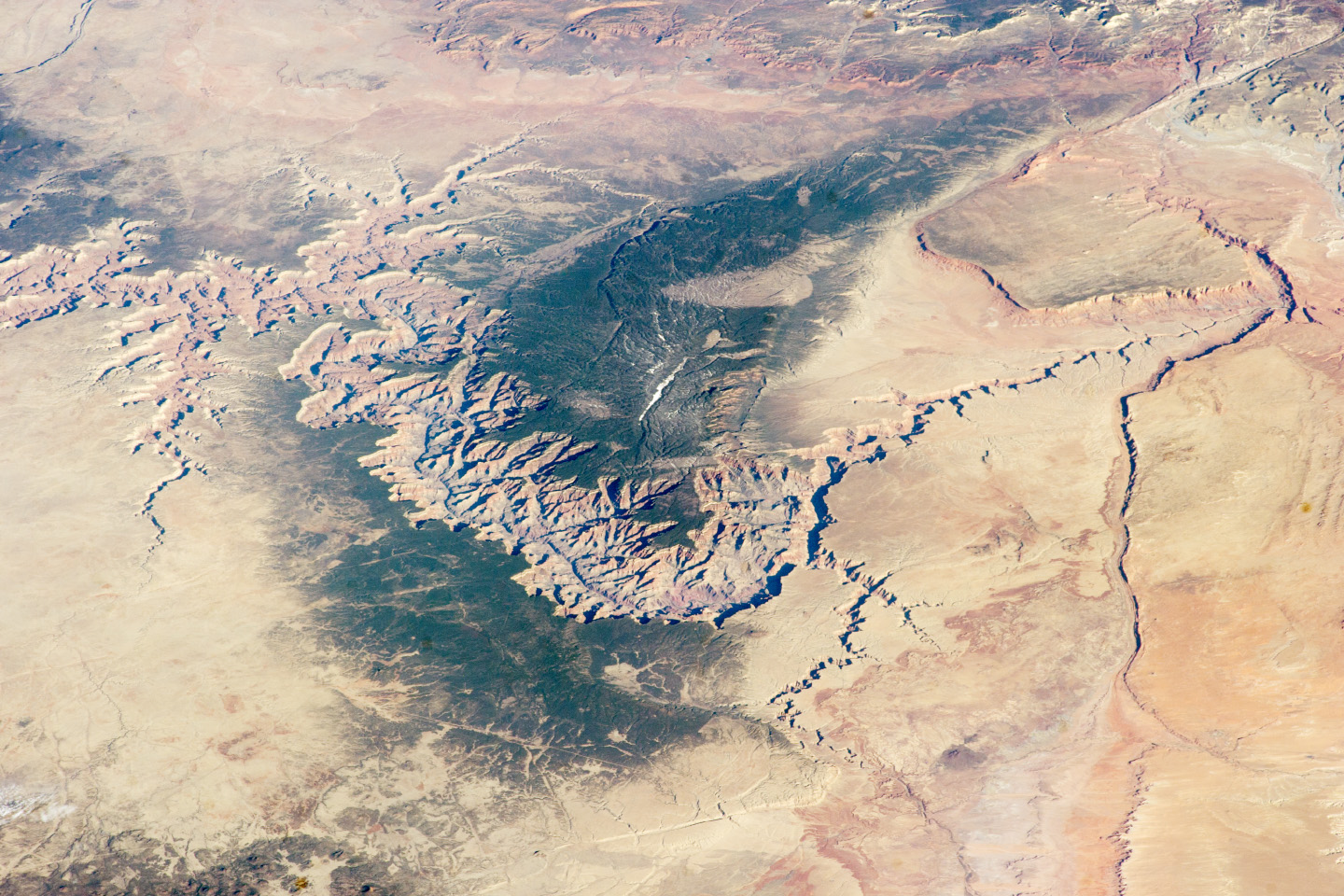
Imagen del cañón y sus alrededores tomada desde la Estación Espacial Internacional

La gran profundidad del desfiladero y especialmente la altura de sus estratos (muchos de los cuales se formaron debajo del nivel del mar) se puede atribuir a los 1500-3000 m de elevación de la meseta del Colorado, elevación que comenzó a producirse hace cerca de 65 millones de años en diferentes etapas más que en un proceso continuo. El proceso de elevación aumentó el gradiente de la corriente del río Colorado y sus tributarios, aumentando así su velocidad y su capacidad para atravesar la roca.
La cuenca hidrográfica del río Colorado (del cual forma parte el cañón del Colorado) se formó hace 40 millones de años, mientras que el Gran Cañón tiene probablemente menos de seis millones de años de antigüedad (teniendo lugar la mayor parte del proceso erosivo en los últimos dos millones de años). El resultado de esta incisión fluvial son unas de las más completas columnas geológicas del planeta. El río sigue en la actualidad erosionando activamente su cauce, sacando a la luz rocas cada vez más antiguas.
Las condiciones climatológicas de mayor humedad que se dieron durante las glaciaciones incrementaron la cantidad de agua recogida por la cuenca hidrográfica del río Colorado. La consecuencia fue que el río aumentó la velocidad y profundidad de su proceso erosivo durante estas épocas.
Hace 5,3 millones de años el nivel base (punto más bajo del río) y el curso del río Colorado (o su ancestro geológico) cambiaron cuando se abrió el golfo de California y descendió el nivel base del río. Esto incrementó la velocidad de erosión de tal forma que casi la totalidad de la actual profundidad del Gran Cañón se alcanzó hace 1,2 millones de años. Las paredes colgantes del cañón fueron originadas por la erosión diferencial.
Hace un millón de años la actividad volcánica, principalmente cerca del área occidental del cañón, depositó ceniza volcánica y lava sobre el área, materiales que incluso llegaron a producir presas naturales sobre el Colorado. Estas son las rocas más jóvenes del parque.

## Población
Poco se sabe acerca de los pueblos que vivieron en el oeste de Norteamérica entre hace 9000 y 3000 años. Los primeros signos de vida humana en el Gran Cañón pertenecen a esa época. Las dataciones mediante carbono de pequeñas ramas de sauce representando animales establecen que los restos encontrados son anteriores a 3000 años. Los habitantes del desierto eran cazadores y recolectores. Los primeros europeos que encontraron evidencias de estas actividades fueron Frazier, Eddy y Hatch, en una expedición en 1934.

### Pueblos ancestrales oanasazi
La ocupación de los pueblos ancestrales en el Gran Cañón se produjo principalmente en Cañón Nankoweap, el Delta Unkar y el Bright Angel Site.

## Descubrimiento y asentamiento europeo

### Exploración española

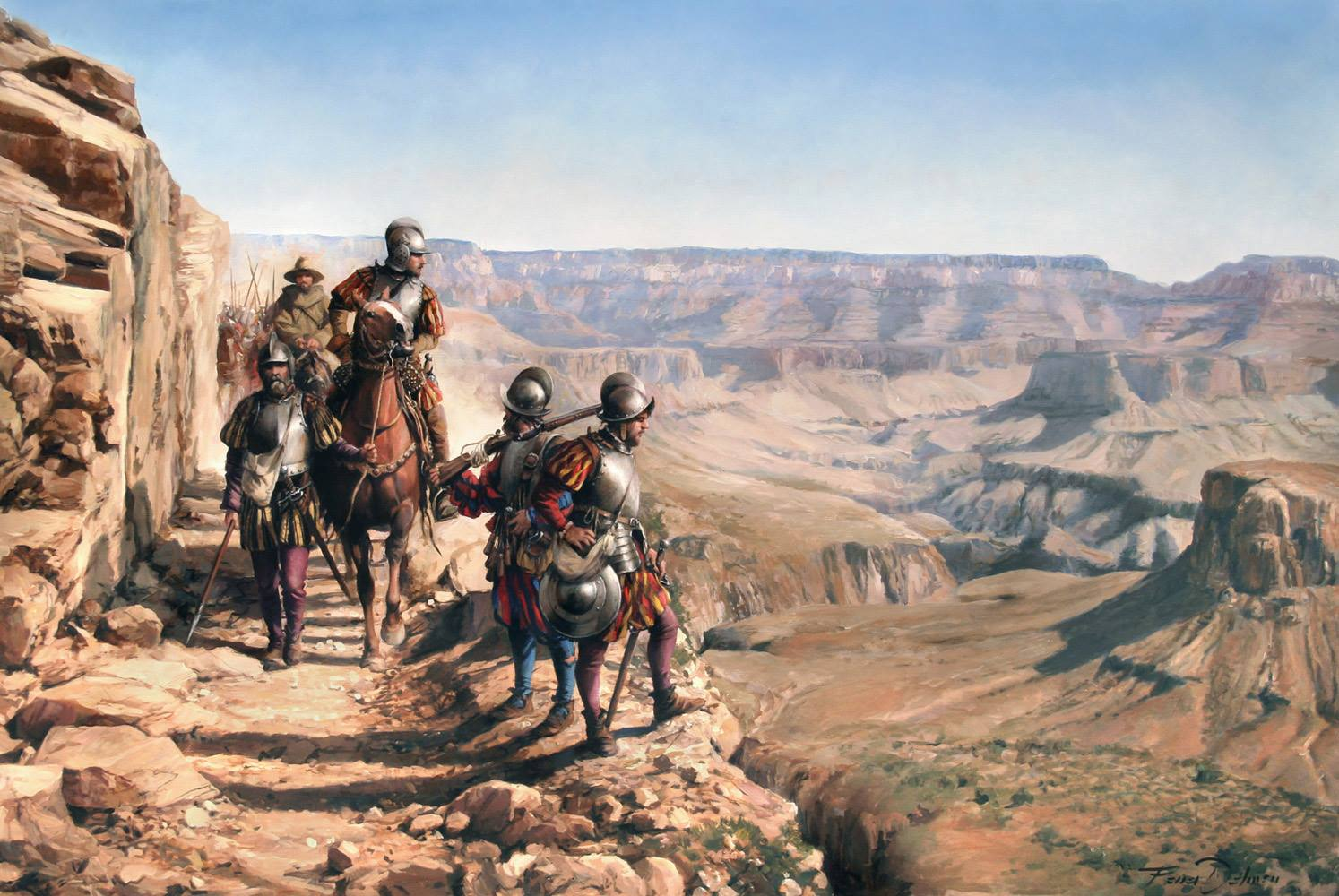
La conquista del Colorado, óleo de Augusto Ferrer-Dalmau que retrata la expedición de Francisco Vázquez de Coronado.

El Gran Cañón del Colorado fue visitado por la expedición de Francisco Vázquez de Coronado en 1540; el primer europeo en contemplarlo fue el ibérico García López de Cárdenas, miembro de la expedición de Coronado, que al mando de un puñado de hombres partió desde la población prehispánica que los españoles llamaron Quivira, pueblo habitado por los indios Zuñi y supuestamente una de las siete ciudades de oro del reino de Cíbola, pueblo del que actualmente se ignora su ubicación ya que los historiadores difieren sobre ello; algunos ubican Quivira en Nuevo México, en tanto otros piensan que estaba en Kansas. No se debe confundir con una población ubicada en Nuevo México que expedicionarios españoles llamaron, alrededor del año 1600, Pueblo de las Humanas y posteriormente fue conocida como Gran Quivira.
En Quivira se encontraba parte de la expedición comandada por Vázquez de Coronado con treinta hombres, y se comisionó a García López de Cárdenas junto con un puñado de hombres para encontrar un río del que los indios Hopi les habían hablado, para lo cual se le concedieron 80 días para que fuera y regresara.
Después de 20 días de viaje exploratorio encontraron el Gran Cañón del Colorado; sin embargo, no pudieron bajar hasta el río para abastecerse de agua, y después de varios intentos para descender empezaron a tener problemas de agua para beber, por lo cual decidieron regresar.
Días después sería Fernando de Alarcón (quien participaba en el viaje de exploración pero por vía marítima) el primer europeo en tocar y navegar las aguas del río Colorado, pero a cientos de kilómetros del Gran Cañón. Quien descubrió el río fue Francisco de Ulloa el 28 de septiembre de 1539, tomando posesión de su desembocadura (la nombró Ancón de San Andrés), en beneficio de la Corona Española, sin navegar aguas arriba como lo hizo Fernando de Alarcón.

### Exploración estadounidense
La primera expedición científica fue liderada por el comandante del ejército de los Estados Unidos John Wesley Powell en 1869. Powell se refirió a la roca sedimentaria encontrada en el Cañón como «las hojas de un gran libro de historia».

## Actividades
Aparte de la visita turística ocasional a la margen meridional con sus 2.134 metros sobre el nivel del mar, el balsismo y el excursionismo son actividades especialmente populares. El fondo del valle es accesible caminando, en mula o en barca descendiendo desde la parte superior del río. Los funcionarios del parque no aconsejan realizar en un solo día la excursión de descender al cauce del río y volver a subir debido a la distancia, el esfuerzo requerido y el peligro de agotamiento por calor por las altas temperaturas que se alcanzan en el fondo. Incluso las excursiones por el borde deben hacerse con cuidado en ciertos puntos; con frecuencia hay señales de peligro a lo largo de las pistas que recorren los bordes del desfiladero.
Existen empresas que organizan descensos en balsa por el río, generalmente en barcas para 15 personas equipadas con motor fueraborda. Suelen partir de Lee's Ferry y llegan hasta Diamond Creek, durando el viaje unos seis días. Las barcas equipadas únicamente con remos suelen tardar unas dos semanas en completar el viaje. También existen empresas que organizan excursiones para turistas en helicóptero, partiendo tanto desde Las Vegas como desde el aeropuerto situado en la ribera meridional.
Desde la reserva Hualapai, además, es posible caminar sobre una pasarela con el suelo de cristal, suspendida sobre el vacío a 1150 metros de altitud del fondo del desfiladero.